# Haibach ob der Donau
Haibach ob der Donau település Ausztriában, Felső-Ausztria tartományban, az Eferdingi járásban. Tengerszint feletti magassága 528 méter, területe 25,53 km².

## Elhelyezkedése
Haibach ob der Donau Hofkirchen im Mühlkreis, Niederkappel, Kirchberg ob der Donau, Hartkirchen, Stroheim és Sankt Agatha településekkel határos.

## Népesség
| 2016 | 1 294 |
| 2018 | 1 308 |